# Forest Hills (Boston)

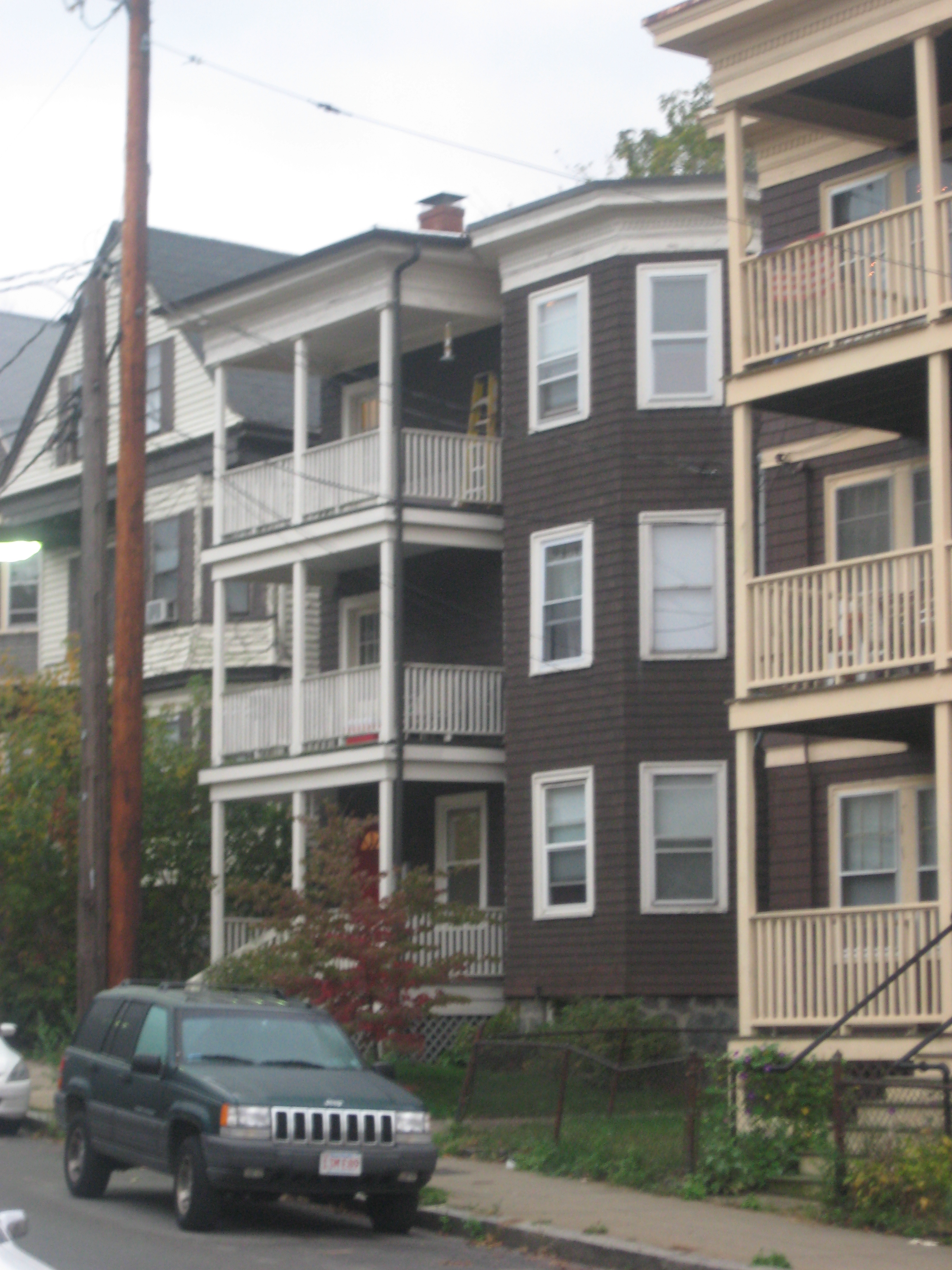
Diese für Forest Hills typischen dreistöckigen Wohnhäuser stehen an der Tower Street nahe der MBTA-Station Forest Hills.

Forest Hills ist ein Teil des offiziell ausgewiesenen Stadtteils Jamaica Plain der Stadt Boston im Bundesstaat Massachusetts der Vereinigten Staaten.

## Überblick
Wie der Name bereits vermuten lässt, wird der Stadtteil wesentlich durch Hügel und bewaldete Gebiete charakterisiert, die sich innerhalb bzw. in direkter Nähe der Stadtteilgrenzen befinden. Von der Hyde Park Avenue an geht es bergauf und von der Walk Hill Street an wieder bergab.
Der Stadtteil ist primär ein Wohngebiet, jedoch gibt es auch eine Reihe kleinerer Unternehmen entlang der Hyde Park Avenue. Südlich der Walk Hill Street stehen vorwiegend Einfamilienhäuser, in der Nähe des Bahnhofs dominieren hingegen die für den Stadtteil typischen, dreistöckigen Wohnhäuser. Wie im übrigen Jamaica Plain wurden auch hier viele der Mehrfamilienhäuser in Eigentumswohnungen umgewandelt.
Südlich der Walk Hill Street besteht Forest Hills zum Großteil aus kurvigen, mit Bäumen gesäumten Straßen, die keinem besonderen Schema folgen und damit die Entwicklung des Stadtteils von einer ländlichen Gegend in einen Straßenbahnvorort andeuten.
Die relativ eng stehenden Häuser befinden sich allgemein in einem guten Zustand und haben üppig bewachsene Gartenanlagen sowie interessante architektonische Details zu bieten. Es gibt eine große Vielfalt an Baustilen, darunter Arts and Crafts Movement, Cape Cod, Colonial Revival, Queen Anne Style, Tudor Revival und Viktorianische Architektur.
Im 20. Jahrhundert wohnten vorwiegend Arbeiter in den Straßenzügen in der Nachbarschaft zum Bahnhof, während die Mittelschicht im Süden wohnte, wo es keine Sozialwohnungen, aber auch keine Gebiete mit größerem Wohlstand gab. Dieses Gebiet unterlag zuletzt einem gewissen Ausmaß an Gentrifizierung und ist bekannt für die gute Integration aller dort lebenden Menschen.
Der Stadtteil profitiert von seiner Nähe zur Longwood Medical and Academic Area und zu den Bildungseinrichtungen School of the Museum of Fine Arts, Massachusetts College of Art and Design bzw. Northeastern University sowie von der guten ÖPNV-Anbindung an das Stadtzentrum.

## Ausdehnung des Stadtteils
Forest Hills ist kein offizielles Gebiet in Boston und seine Grenzen wurden nie festgelegt, dennoch wird Forest Hills als eigenständiger Bereich der Stadt wahrgenommen. Die Bezeichnung bezieht sich dabei grob auf das Areal direkt um den Bahnhof Forest Hills sowie auf die Wohngebiete auf der Ostseite der Hyde Park Avenue bis zur Walk Hill Street bzw. bis zum Cummins Highway. Auch viele weitere Gebiete und Stadtteile in Boston sind bis heute nicht klar definiert – so wird der Grünstreifen Canterbury südlich des Forest Hills Cemetery zwischen der Canterbury Street und dem American Legion Highway mal Roslindale, mal Jamaica Plain und mal Mattapan zugeschrieben.
Eine andere Definition von Forest Hills beschreibt das Gebiet als Dreieck zwischen der Hyde Park Avenue, dem American Legion Highway und der Morton Street. Dieses Dreieck wird durch die Walk Hill Street zweigeteilt. Die Bereiche südlich dieser Straße wurden früher auch als White City bezeichnet, heute werden sie Woodbourne genannt.

### DieWhite City
Im Jahr 1914 wurden vier Apartmenthäuser an der Hyde Park Avenue weit im Süden der Bahnstation gebaut, die mit Stuck verziert wurden. Der Komplex wurde in Anlehnung an die 1893 durchgeführte World’s Columbian Exposition White City genannt.
Diese Bezeichnung wurde später vom White City Food Store und den White City Cleansers [sic!] adaptiert, die den Namen White City auf große Schilder schrieben, die selbst von Vorbeifahrenden auf der Hyde Park Avenue noch gelesen werden konnten. Auf diese Weise wurde White City mit der Zeit als eigener Bereich innerhalb von Jamaica Plain bzw. seltener als Teilbereich von Forest Hills angesehen, dessen Grenzen entlang der Walk Hill Street, der Hyde Park Avenue und des St. Michael's Cemetery verliefen. Die heute als Woodbourne bekannte Gegend befand sich ebenfalls in diesem Bereich.
Die geschilderten tatsächlichen Ursprünge des Namens White City rückten in den 1970er Jahren in den Hintergrund, als der Name eine besondere Bedeutung im Zusammenhang mit rassistischen Spannungen in Boston bekam. Die White City war eines der letzten Gebiete in Jamaica Plain, in dem ausschließlich Weiße lebten. Bei zum Verkauf stehenden Häusern wurde explizit der Standort White City angegeben, was regelmäßig einen höheren Verkaufspreis im Vergleich zum restlichen Forest Hills zur Folge hatte.
Nachdem der Bezirk Woodbourne in das NRHP eingetragen wurde, ersetzte der neue Name nach und nach die Bezeichnung White City. Mit der Umbenennung der White City Cleansers im Jahr 2003 verschwand mit dem Straßenschild auch der letzte Hinweis auf den alten Namen, so dass dieser mehr und mehr in Vergessenheit gerät.

### Woodbourne
Der Woodbourne National Register Historic District ist ein 120.000 m² großes Gebiet, das grob durch die Walk Hill Street, Goodway Road und Wachusett Street begrenzt wird. Das Wohngebiet wurde im frühen 20. Jahrhundert besiedelt und teilweise durch Frederick Law Olmsted, Jr. gestaltet.
Die Namenskomponente „Bourne“ des Gebiets sowie einiger Straßen wie Southbourne oder Bournedale stammt von der Bourne Street, einer um 1820 erbauten Straße, die an der Walk Hill Street beginnt und an der Canterbury Street am Friedhof Mt. Hope Cemetery endet. Die markantesten Häuser in Woodbourne wurden so entworfen, dass sie gegiebelte englische Cottages imitierten und um einen gemeinsamen Innenhof herum gebaut wurden.
Der Distrikt wurde 1999 in das NRHP eingetragen. Seitdem wurden dort befindliche Wohnungen und Häuser mit dem Standort Woodbourne anstelle Forest Hills angeboten, was die Bedeutung des Distrikts unterstreicht. Die Nähe zur Bahnstation ist jedoch das bevorzugte Argument des Wohngebiets.

## Geschichte
Der erste Europäer, von dem bekannt ist, dass er in Forest Hills lebte, war Joseph Weld, ein Vorfahre des ehemaligen Gouverneurs von Massachusetts William Weld und der jüngste von drei immigrierten Brüdern sowie Veteran des Pequot-Kriegs von 1637. Für seine Bemühungen in diesem Konflikt und bei den nachfolgenden Verhandlungen schenkten ihm die Anführer der Massachusetts Bay Colony 278 Acres (1,1 km²) unberührtes Land dort, wo sich heute Forest Hills in Jamaica Plain befindet.
Sein Nachfahre Eleazer Weld, einer von sieben Mitgliedern der Familie, die im Amerikanischen Unabhängigkeitskrieg kämpften, vererbte einen Teil seines Landes an Benjamin Bussey, der mit ihm im Krieg gekämpft hatte. Später wurden beide Grundstücke an die Harvard University übertragen und bildeten die Grundlage des heutigen Arnold-Arboretums.
Im Jahr 1845 verkauften die Welds einen großen Teil ihres Landes, das später als Woodbourne bekannt wurde, an den Yankee-Bauern William Minot. Als sich die Grundlage des Wirtschaftssystems in Neuengland weg von der Landwirtschaft und hin zum Seehandel entwickelte, teilte die Familie ihr Land in kleinere Parzellen auf und verkaufte sie an befreundete Brahmanen von Boston und Verwandte. Einige lebten hier das ganze Jahr, andere zogen sich hierhin nur während der heißen Sommertage in Boston oder bei saisonalen Choleraausbrüchen zurück.
Die Familie der Welds hatte einflussreiche Freunde, darunter die Familien Guild, Minot, Perkins, Olney, Peters und Rodman. Richard Olney ließ wahrscheinlich den ersten Tennisplatz in Boston errichten und wählte dafür einen Standort an der Patten Street. George Minot wurde ein Nobelpreis verliehen. William Fletcher Weld, dessen Mutter der Familie Minot entstammte, hinterließ ein Erbe von 20 Millionen US-Dollar. Stephen Minot Weld, Jr. und George H. Perkins waren Helden im Sezessionskrieg. Andrew James Peters heiratete eine Minot und war von 1918 bis 1922 Bürgermeister von Boston.
Im frühen 20. Jahrhundert brachte der ÖPNV eine wachsende Zahl von Arbeitern in den Stadtteil, und die meisten reichen Yankee-Familien verließen Forest Hills. Einige siedelten sich in Beacon Hill oder Brookline an, andere zogen weiter in den Süden nach Dedham oder Westwood. Manche Familien zogen aber auch in einen anderen Bundesstaat.

## Bauwerke

### DieForest Hills Station

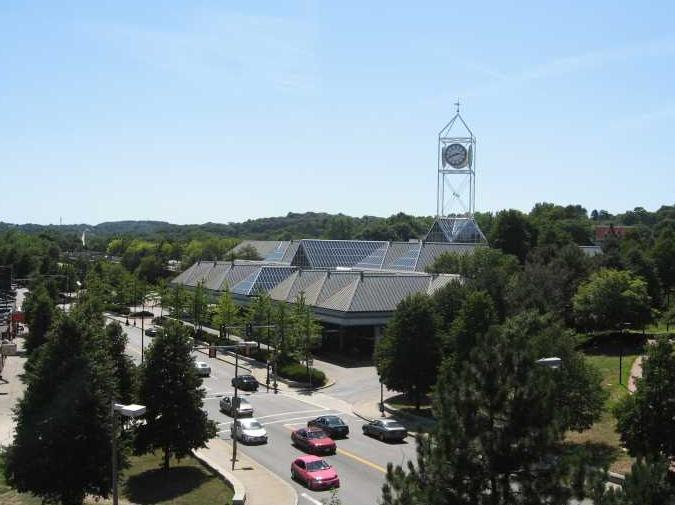
Die Forest Hills Station (2007)

Im Stadtteil Forest Hills befindet sich der gleichnamige Bahnhof der MBTA Forest Hills Station, der das südliche Ende der Orange Line bildet, die bis Malden führt. Außerdem halten hier Pendlerzüge der Needham Line. Früher war die Station ebenfalls Haltepunkt der Green Line E, bis diese bis zur Station Heath Street verkürzt und durch die Buslinie 39 ersetzt wurde. Insgesamt halten 15 verschiedene Buslinien an der Forest Hills Station.
Von dieser Bahnstation ging seit der Eröffnung der Boston and Providence Railroad im Jahr 1834 die Entwicklung des Gebietes aus. Sowohl der Stadtteil selbst als auch die Bahnstation wurden nach dem namengebenden Friedhof benannt.
Die ursprüngliche Bahnstation war ein sehr großer Backsteinbau aus dem 19. Jahrhundert. Im frühen 20. Jahrhundert wurden die ebenerdigen Schienen im Norden durch eine Hochbahn ersetzt, die in das Stadtzentrum führten und Forrest Hills mit dem städtischen U-Bahn-Netz verbanden. Die aufgeständerten Schienen und die Station selbst wurden in den späten 1980er Jahren abgerissen und durch das heutige, moderne Gebäude mit seinem Uhrturm ersetzt, das von Cambridge Seven Associates entworfen und 1987 fertiggestellt wurde.
Direkt nördlich der Station befindet sich der Monsignor William J. Casey Overpass (auch Morton Street Overpass), der in den späten 1950er Jahren als Umgehungsstraße errichtet wurde und den Arborway mit der Morton Street verbindet.

### DieToll Gate Bridge
Vor dem Bau der Forest Hills Station in den 1830er Jahren war Toll Gate der Name des heutigen Forest Hills. 1803 wurde der Norfolk and Bristol Turnpike gebaut und schuf damit eine Hauptverbindung zwischen Boston und Providence in Rhode Island. Der Hartford and Dedham Turnpike wurde ein Jahr später eingeweiht und diente als Hauptverbindung nach Hartford in Connecticut.
Dort, wo heute die Forest Hills Station steht, wurden zu dieser Zeit Fahrzeuge aus Roxbury und Umgebung gewogen, woraus die Mautgebühr für das Befahren der im Privatbesitz befindlichen Straße berechnet wurde. Der Turnpike wurde jedoch bald unrentabel und wurde 1857 zu einer öffentlichen Straße. Im Jahr 1874 wurde er in Washington Street umbenannt und ist noch heute eine der längsten Straßen auf dem Gebiet des Commonwealth of Massachusetts.
Lange nachdem der Bahnhof den Namen Forest Hills bekommen hatte, wurde die ältere Identität des Gebiets in Gestalt einer metallenen Fußgängerbrücke namens Toll Gate Bridge bewahrt, die die Schienenstränge zur Washington Street an der Stelle überquerte, wo die Walk Hill Street auf die Hyde Park Avenue trifft. Das Gerüst der Brücke ist heute noch vorhanden, jedoch wurden in den 1990er Jahren auf beiden Seiten die Stufen entfernt, nachdem der näher an der Station gelegene Ukraine Way eine ebenerdige Übergangsmöglichkeit sowohl für Fußgänger als auch für den Straßenverkehr bot.
Gleich neben dem Zugang zur Brücke befindet sich der schmale Eingang zum Friedhof Tollgate Catholic Graveyard, der Grabsteine aus dem 19. und frühen 20. Jahrhundert enthält. Ein Denkmal für im Krieg gefallene Irische Amerikaner wurde dort in den 1980er Jahren errichtet.

## Grünflächen

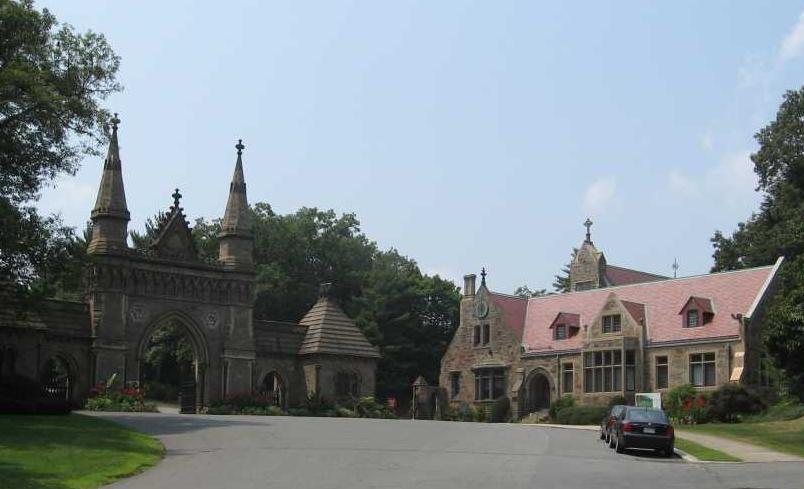
Der Eingang zum Forest Hills Cemetery

Forest Hills ist umgeben von drei Teilstücken des Emerald-Necklace-Parksystems, das im 19. Jahrhundert von Frederick Law Olmsted entworfen wurde: Arnold-Arboretum, Arborway und Franklin Park. Während er auf dem Schoolmaster's Hill im Franklin Park unterrichtete, wohnte Ralph Waldo Emerson in der Morton Street im selben Haus wie die Feministin Margaret Fuller.
Es gibt ein Baseballfeld an der Wachusett Street, das von Bäumen umgeben ist und direkt neben dem gut gepflegten Parkman Playground liegt. Außerdem gibt es mehrere kleinere, namenlose Waldflächen.
Ein großer Teil von Forest Hills wird vom Forest Hills Cemetery belegt, einem 1,1 km² großen Park und Arboretum, der als einer der am besten erhaltenen und gepflegten Parkfriedhöfe des 19. Jahrhunderts anerkannt ist. Entsprechend ist er auch in das National Register of Historic Places eingetragen. Unter den dort begrabenen Persönlichkeiten befinden sich unter anderem Eugene O’Neill, E. E. Cummings und William Lloyd Garrison.
Das St. Michael’s Cemetery & Crematory auf der anderen Seite der Walk Hill Street ist kleiner, weist jedoch dieselbe gartenähnliche Atmosphäre auf wie sein größerer Nachbar.
Die Friedhöfe Calvary Cemetery, Mt. Hope Cemetery und New Calvary Cemetery auf der anderen Seite des American Legion Highway besitzen ebenfalls eine große Flächenausdehnung, sind jedoch mehr "traditionell" angelegt, d. h., sie sind eben und nur spärlich bewachsen. Alle diese Friedhöfe bilden eine nicht nutzbare Zone, die Forest Hills von den benachbarten Regionen in Mattapan und Roxbury trennen.

## Bildungswesen

### Parkman School
Im Jahr 1896 kaufte die Stadt Boston einen Acre Land von Andrew James Peters, um an der Ecke von Wachusett Street und Walk Hill Street eine Schule zu errichten. Sie wurde nach dem örtlichen Historiker Francis Parkman benannt, der ein Sommerhaus am Jamaica Pond besaß. Im Gebäude der Francis Parkman School befindet sich heute die von den Boston Public Schools betriebene Boston Teachers Union School.

### Seaver School
In den späten 1920er Jahren kaufte die Stadt Boston Land für eine weitere Schule, die zwischen den Straßen Eldridge Road und Northbourne gebaut werden sollte. Die Stadt ebnete das Land und errichtete ein Backsteingebäude in Georgianischer Architektur, das 1930 fertiggestellt wurde. Im darauf folgenden Jahr wurden die Seitenflügel hinzugefügt.
Die Schule wurde nach Edwin P. Seaver benannt, der von 1880 bis 1904 Superintendent der Bostoner Schulen gewesen war. Im Jahr 1983 verkaufte die Stadt das Gebäude an private Investoren, die dort Eigentumswohnungen errichteten. Das Gebäude ist heute eines der größten Wohngebäude in Forest Hills.

## Religionen und Kirchen

### St. Andrew’s Parish
Die St. Andrew the Apostle Church wurde 1918 vom Erzbistum Boston gebaut. Das Gebäude steht an der Ecke Walk Hill Street und Wachusett Street diagonal gegenüber der Parkman School.
1942 wurde in direkter Nachbarschaft die St. Andrew the Apostle School eröffnet, deren Lehrerinnen in einem Kloster in der Nähe wohnten. Zuletzt wurden die Schüler von den Sisters of Charity unterrichtet. In einem Pfarrhaus neben der Kirche lebten vier, manchmal auch mehr Priester zur selben Zeit.
In den 1940er Jahren wurde Forest Hills überwiegend von irischen Katholiken bewohnt. Katholiken anderer ethnischer Gruppen (insbesondere Italo-Amerikaner, aber auch Franzosen, Polen, Portugiesen, Schotten und weitere) gab es zwar auch, jedoch im Vergleich zu den Iren nur in wesentlich kleinerer Anzahl. Obwohl es auch eine kleine Anzahl Nicht-Katholiken in dem Gebiet gab, waren in der zweiten Hälfte des 20. Jahrhunderts der Stadtteil Forrest Hills und die Gemeinde St. Andrew's praktisch synonym.
In den 1970er Jahren gab es viele rassistisch begründete Gewalttaten in Boston, insbesondere in Dorchester und South Boston. Diese hatten jedoch kaum sichtbare Auswirkungen in Kirchengemeinden von Jamaica Plain wie St. Andrew's oder der benachbarten Kirche St. Thomas Aquinas. Die meisten der weißen Familien in Jamaica Plain konnten es sich leisten, ihre Kinder auf Konfessionsschulen zu schicken, und taten dies auch. Damit entgingen sie zum größten Teil der gesetzlich angeordneten Aufhebung der Rassentrennung.
Die St. Andrew’s Church wurde im Jahr 2000 geschlossen, jedoch wurden auch nach diesem Datum dort noch Totenmessen abgehalten. Die St. Andrew's School schloss am Ende des Schuljahrs 2005.
Im Jahr 2008 wurden die Kirche, die Schule, das Pfarrhaus und das Kloster von der Bethel African Methodist Episcopal Church gekauft.

### Upham Church
Die Upham Memorial Church ist eine kleine Methodistenkirche an der Ecke der Straßen Wachusett und Patten aus dem Jahr 1901. 1925 folgten einige Anbauten.
Nach dem Zweiten Weltkrieg wurde die Gegend, in der die Kirche steht, zunehmend katholisch, und das Interesse an der Upham Memorial Church ging stark zurück. 1969 musste die Kirche schließen und blieb bis zu ihrem Verkauf an die Kolumbusritter im Jahr 1977 ungenutzt und verschlossen. Die neuen Eigentümer fügten Verkleidungen aus Aluminium hinzu, welche die meisten der architektonischen Details des ursprünglichen Gebäudes verdecken. Das Gebäude wurde zunächst als Schule genutzt und beherbergt heute Eigentumswohnungen.

## Transport und Verkehr

### Walk Hill Street
Die Walk Hill Street ist eine große Durchgangsstraße in Forest Hills und wurde bereits im 17. Jahrhundert angelegt. Am Beginn der Strecke an der Hyde Park Avenue gibt es ein kleines Gewerbegebiet. Von dort aus führt die Straße bergan bis zur Kreuzung Wachusett Street, wo sich die Francis Parkman School und St. Andrew's Church befinden.
Die Walk Hill Street führt weiter westwärts über den American Legion Highway bis nach Mattapan und Roxbury. Auf einem Großteil ihrer Strecke verläuft die Straße an Friedhöfen entlang, die von ihr durch hohe schmiedeeiserne Zäune abgetrennt sind.
Das Jamaica Plain Neighborhood Council definiert den Bereich nördlich der Walk Hill Street als Weld Hill District und das Gebiet südlich davon als Woodbourne District.